# Berke Khan

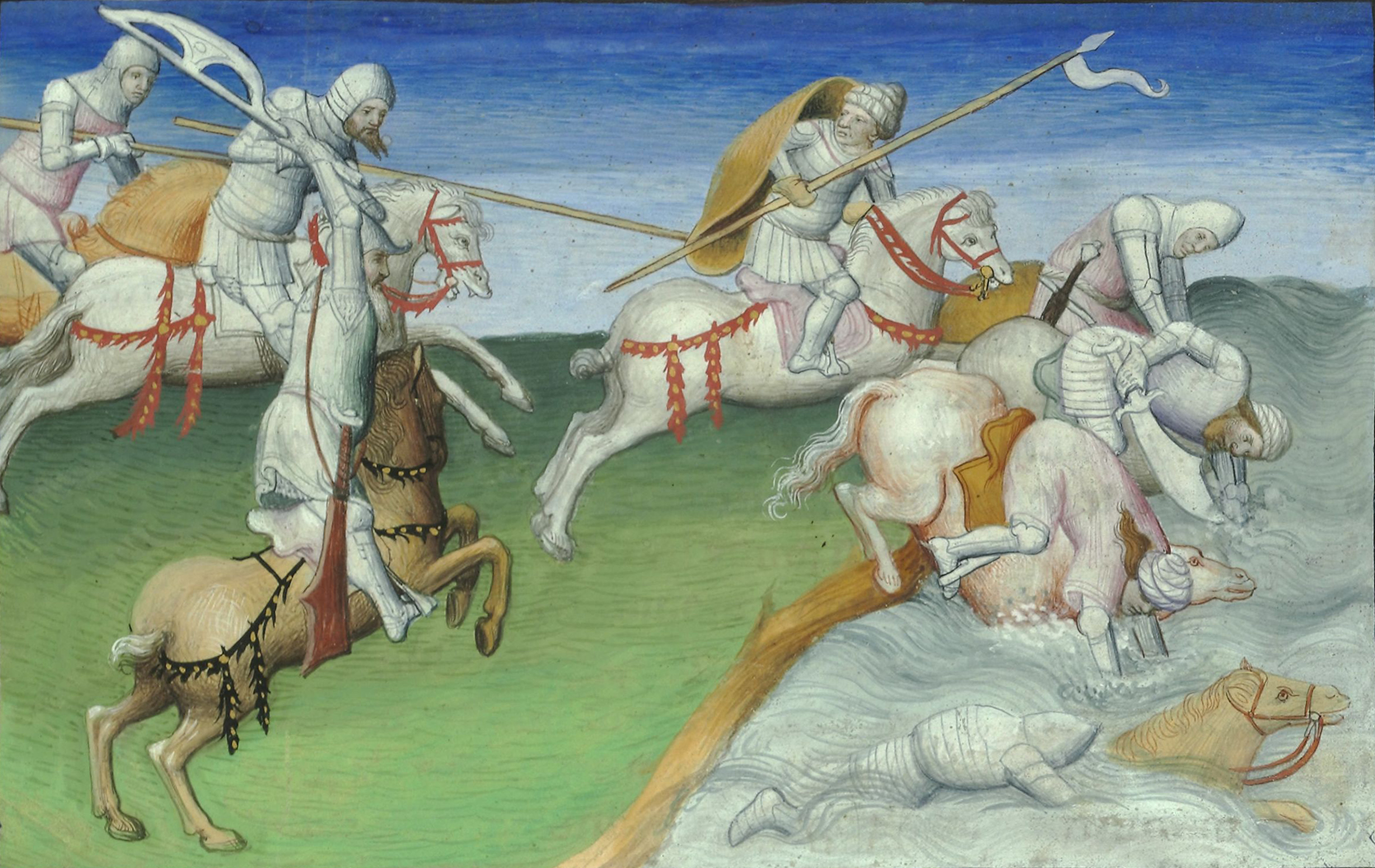
Hülegü verfolgt Berke. Darstellung der Schlacht bei dem Fluss Terek 1262 (Buchmalerei um 1410; Boucicaut-Meister)

Berke oder Bärkä Khan (mongolisch ᠪᠡᠷᠺᠠ ᠬᠠᠭᠠᠨ Berch Chaan, tatarisch Бәркә Bärkä, * nach 1205; † Januar 1267 in Tiflis) war ein Sohn Dschötschis, jüngerer (Halb-)Bruder Batu Khans und einer der wichtigsten Khane der Goldenen Horde. Er regierte von 1256/7 bis 1267.
Berke nahm als einer der elf Prinzen am großen Feldzug nach Europa (1236–1241) teil. Im Jahr 1251 vertrat er in Karakorum Batus Interessen bei der Wahl des Großkhans Möngke und trat bei seiner Rückkehr (angeblich in Buchara) zum Islam über.
Ursprünglich gehörte ihm Dagestan und das Gebiet am Kaukasus. Dank der muslimischen Kaufleute und zweier leiblicher Brüder dehnte er aber seinen Einfluss in der Horde aus, so dass er um 1257 durch die Ermordung bzw. Entmachtung der Erben Batus zum Khan erhoben wurde. Er führte in seinen Reichsteilen den sunnitischen Islam ein (abgesehen von dem bereits muslimischen Wolgabulgarien), der sich jedoch erst im 14. Jahrhundert unter Usbek Khan vollständig durchsetzte.
Zudem wurde unter Berke Khan die Oberherrschaft der Mongolen in Russland durch Etablierung der Steuereintreibung und der russischen Heeresfolge gefestigt. Sein Verhandlungspartner war hier Großfürst Alexander Newski, der noch einen gewissen Sonderstatus hatte, aber 1263 starb. Ein zweiter Gegenspieler in der Rus war Daniel Romanowitsch von Galizien, der 1259 zur Aufgabe gezwungen wurde.
Berke verurteilte die Hinrichtung des Abbasiden-Kalifen Al-Mustasim durch den Mongolenfürsten Hülegü. Durch weitere Streitpunkte (z. B. die Zugehörigkeit Georgiens, den Tod seiner Neffen in Hülegüs Diensten) und die Hinrichtung seiner Botschafter zum Krieg genötigt, verbündete er sich mit den Mamluken gegen Hülegü und trug damit entscheidend zum Auseinanderbruch des Mongolenreiches bei (1261). Seine beiden Kriege gegen die Ilchane zeigten jedoch trotz eines Sieges am Terek 1263 keinen besonderen Erfolg. Berke starb auf dem Vormarsch seiner Truppen im Januar 1267 in Tiflis.
Nach ihm kamen mit Möngke Timur erneut die Nachkommen Batus in der Goldenen Horde an die Macht.
Unter Berke Khan verschwanden die Herrschaftszeichen (Tamgha, Damga) der Großkhane von den Münzen und wurden durch die Tamgha des Hauses Dschötschi mit dem Titel Padischah ersetzt (um 1265), womit sich die Goldene Horde nun auch formell vom Mongolenreich ablöste. Zuvor hatten die Münzen der Horde (aus Bolgar) noch die Tamghas Möngkes und Arigkbughas getragen. Aber mit der Niederlage von Berkes Thronkandidaten Arigkbugha 1264 verlor der Kontakt ins Stammland seine Bedeutung.